# Sparianthina adisi
Sparianthina adisi is een spinnensoort in de taxonomische indeling van de jachtkrabspinnen (Sparassidae).
Het dier behoort tot het geslacht Sparianthina. De wetenschappelijke naam van de soort werd voor het eerst geldig gepubliceerd in 2009 door Peter Jäger, Rheims & Labarque.